# Krasjeninnikov

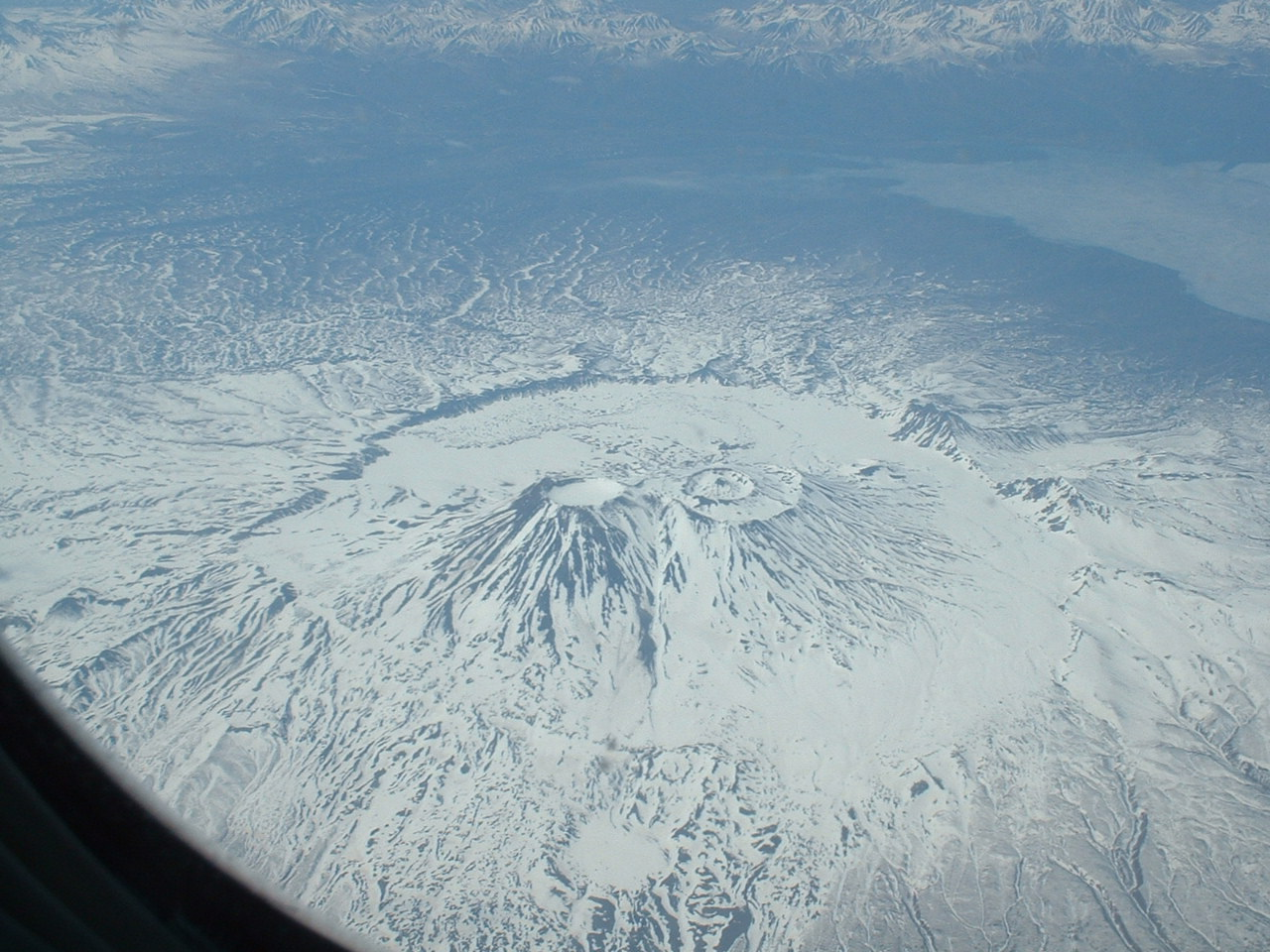
Krasjeninnikov

Krasjeninnikov är en vulkan som ligger på östra delen av Kamtjatkahalvön i Ryssland. Den är uppkallad efter upptäcktsresanden Stepan Krasjeninnikov. Krasjeninnikov når en höjd av 1 856 meter över havet och är en stratovulkan.
Enligt uppskattningar hade vulkanen ett utbrott omkring året 1550. I början av augusti 2025 iakttogs åter en rökpelare vid vulkanen. Några partiklar kastades upp till 6000 meter upp. Forskare av ett ryskt forskarlag antar att utbrottet orsakades av en jordbävning som ägde rum den 29 och 30 juli 2025.